# جان لسكلي
جان لسكلي (بالدنماركية: Jan Leschly)‏ مواليد 11 سبتمبر 1940 في يوتلاند، هو لاعب كرة مضرب دانمركي سابق وكان يلعب باليد اليسرى. أعلى تصنيف له في الفردي كان المركز الـ 10 في سنة 1967.

## روابط خارجية
- جان لسكلي على موقع مونزينجر (الألمانية)
- جان لسكلي على موقع إن إن دي بي (الإنجليزية)
- جان لسكلي على موقع رابطة محترفي التنس (الإنجليزية)
- جان لسكلي على موقع الاتحاد الدولي لكرة المضرب (الإنجليزية)
- جان لسكلي على موقع كأس ديفيز (الإنجليزية)
- جان لسكلي على موقع أرشيف التنس.كوم (الإنجليزية)
- جان لسكلي على موقع خلاصة التنس.كوم (الإنجليزية)